# SMAP 006 ~SEXY SIX~
Albums de SMAP
SMAP 005
(1994) SMAP 007 ~Gold Singer~
(1995)
Compilations par SMAP
SMAP COOL
(1er janvier 1995)
Singles
1. Hey Hey Ōki ni Maido Ari
Sortie : 12 mars 1994
2. ORIGINAL SMILE
Sortie : 6 juin 1994

SMAP 006 ~SEXY SIX~ est le sixième album studio du groupe masculin japonais SMAP sorti en 1994.

## Détails
Il sort le 7 juillet 1994 sous le label Victor Entertainment et atteint la 2e place du classement hebdomadaire des ventes de l'Oricon.
Il comprend les deux singles sortis auparavant dont : Hey Hey Ōki ni Maido Ari (en mars 1994) et ORIGINAL SMILE (en juin 1994). Les singles sont réenregistrés sous d'autres versions pour l'album. Le début de la chanson Original Smile est en acoustique et chanté par Takuya seul avant que son interprétation originale démarre.
Par ailleurs, un DVD sort bien plus tard contenant le concert "SEXY SIX SHOW" où les membres reprennent les chansons de l'album.

## Formation
- Masahiro Nakai : leader ; chant secondaire ; en solo sur la piste n°10
- Takuya Kimura : chant principal
- Goro Inagaki : chœurs ; en solo sur la piste n°7
- Katsuyuki Mori : chant principal sur la piste n°3
- Tsuyoshi Kusanagi : chœurs
- Shingo Katori : chœurs ; chant principal sur la piste n°8

## Liste des titres
| 1.  | Theme of 006                                                                     | Masayuki Iwata                      | Masayuki Iwata               | 3:54 |
| 2.  | Hataraku Hito Bito (働く人々)                                                    | Masayuki Iwata                      | Megumi Ogura                 | 4:55 |
| 3.  | IRUKA ni Atta Natsu (イルカに逢った夏)                                           | Masatoshi Nozaki                    | Aida Takeshi                 | 4:58 |
| 4.  | Jūtai no Tanoshimikata (渋滞の楽しみ方)                                          | Nagaoka Narumitsugi                 | Hiromi Mori                  | 5:06 |
| 5.  | M・A・S・H                                                                       | Masatoshi Nozaki, CHOKKAKU          | Aida Takeshi                 | 4:10 |
| 6.  | Sore ga Itami Demo (それが痛みでも)                                              | CHOKKAKU, New Tanimoto, Kumi Sasaki | Megumi Ogura                 | 4:03 |
| 7.  | Motto Kimi no Koto (もっと君のこと)                                              | Yoji Kutoba                         | Yoji Kubota                  | 4:37 |
| 8.  | Boku no Reizōko (僕の冷蔵庫)                                                     | CHOKKAKU, Makoto Matsushita         | Hiromi Mori                  | 3:45 |
| 9.  | Nasakenai Kurai Koi wo Shiyō (情けないくらい恋をしよう)                          | New Tanimoto                        | Aida Yi                      | 5:10 |
| 10. | My Childhood Friend ~Kyō no Naka no Radio (My Childhood Friend 〜 鏡の中のRadio) | New Tanimoto                        | Yoji Kubota                  | 5:34 |
| 11. | Ha ga Itai (歯が痛い)                                                            | Yoshitomohiko Ota                   | Hiromi Mori                  | 4:52 |
| 12. | ORIGINAL SMILE (Special Edition) (オリジナル スマイル)                           | Marc Davis                          | Hiromi Mori                  | 5:57 |
| 13. | Hey Hey Ōki ni Maido Ari (album version) (Hey Hey おおきに毎度あり)              | Kenichi Shono, Masayuki Iwata       | Kenichi Shono, Enoki Michiko | 3:26 |